# Catasetum albovirens
Catasetum albovirens är en orkidéart som beskrevs av João Barbosa Rodrigues. Catasetum albovirens ingår i släktet Catasetum och familjen orkidéer. Inga underarter finns listade i Catalogue of Life.